# 존 J. 요삭
존 J. 요삭(1937년 3월 18일 – 2012년 2월 15일)은 걸프 전쟁 당시 미국 중부 육군을 이끈 미국 육군의 장군이다.

## 어린 시절
존 J. 요삭은 펜실베이니아 주의 윌크스베리에서 1937년 3월 18일 태어났다. 그는 벨리 포지 군사학교에서 우수 학생으로 졸업했다. 웨스트포인트 사관학교를 입학하기에 시력이 좋지 않아 요삭은 펜실베이니아 주립 대학교의 학군단에 들어가 1959년 졸업했다. 그는 베트남 전쟁에서 장교로 복무했고 1980년대에는 사우디아라비아 국경보위대에 들어갔다.

## 지휘

1991년 2월 말 걸프 전쟁에서 육상 병력의 이동.

그는 미국 제1기병사단을 1986년 6월부터 1988년 5월까지 맡았다. 중장으로 1989년 진급한 후 그는 이라크가 쿠웨이트를 침공했을 때, 미국 중부 육군의 사령관직을 맡았다. 걸프 전쟁 기간 동안 이라크군에 맞서 미국 중부 육군은 연합군의 좌익을 맡았다. 1991년 2월 19일 그는 긴급 후송으로 독일로 갔다. 그는 열흘 후 사우디아라비아로 복귀했다. 그 기간 동안 그를 대신해 칼빈 월러가 사령관직을 임시로 맡았다. 요삭은 1992년 8월 은퇴했다.

## 사망
요삭은 조지아주 파베테빌에서 폐암으로 75세의 나이에 사망했다. 그의 아내 베타, 아들 존, 엘리자베스가 여전히 살아 있다.